# Lagidium ahuacaense
Lagidium ahuacaense és un rosegador de la família dels xinxíl·lids que viu al sud de l'Equador. Aquesta espècie, que fou descoberta el 2005 i descrita el 2009, es troba a més de 500 km al nord de la població de Lagidium més propera, situada al centre del Perú. Se'n coneix una única població, que ocupa hàbitats rocosos de Cerro El Ahuaca, un inselberg granític del sud de l'Equador, i podria ser que només n'hi hagués unes desenes d'individus. L. ahuacaense està amenaçada pels incendis i el pasturatge de bovins, per la qual cosa els seus descobridors recomanaren que se la classifiqués com a espècie en perill greu.

## Taxonomia
L. ahuacaense fou descoberta al juliol del 2005, quan els científics trobaren l'única població coneguda fins ara a Cerro El Ahuaca (Equador), es troba a més de 500 km al nord de la població de Lagidium més propera, situada al centre del Perú. El descobriment fou anunciat el 2006 en un article de Florian Werner, Karim Ledesma i Rodrigo Hidalgo, que categoritzaren la població provisionalment com a L. peruanum (una espècie peruana) sense descartar la possibilitat que fos una espècie diferent. Tres anys més tard, Ledesma, Werner, Ángel Spotorno i Luis Albuja descrigueren la població com a nova espècie amb el nom de L. ahuacaense, basant-se en les seves característiques morfològiques i genètiques. El seu nom específic, ahuacaense, es refereix a Cerro de Ahuaca. Els zoòlegs proposaren el nom comú anglès Ecuadorean mountain viscacha («viscatxa de muntanya equatoriana»).
L. ahuacaense fou la quarta espècie del gènere Lagidium a ser descrita, després de L. peruanum, L. viscacia i L. wolffsohni, totes elles oriündes del centre i sud dels Andes. Pot ser que es revisi la taxonomia d'aquest grup en el futur, car L. peruanum i L. viscacia podrien contenir altres espècies i L. wolffsohni està poc diferenciat de L. viscacia. El gènere Lagidium forma la família dels xinxíl·lids juntament amb els gèneres Chinchilla i Lagostomus. L. ahuacaense es diferencia de la resta d'espècies de Lagidium en el 7,9% o més de les seqüències d'ADN del gen mitocondrial del citocrom b. Una anàlisi cladística situà l'espècie equatoriana com a grup germà de les altres espècies de Lagidium, tot i que aquesta classificació no té gaire suport. Les anàlisis morfomètriques també indiquen que la població equatoriana és distinta de les altres espècies de Lagidium.

## Descripció

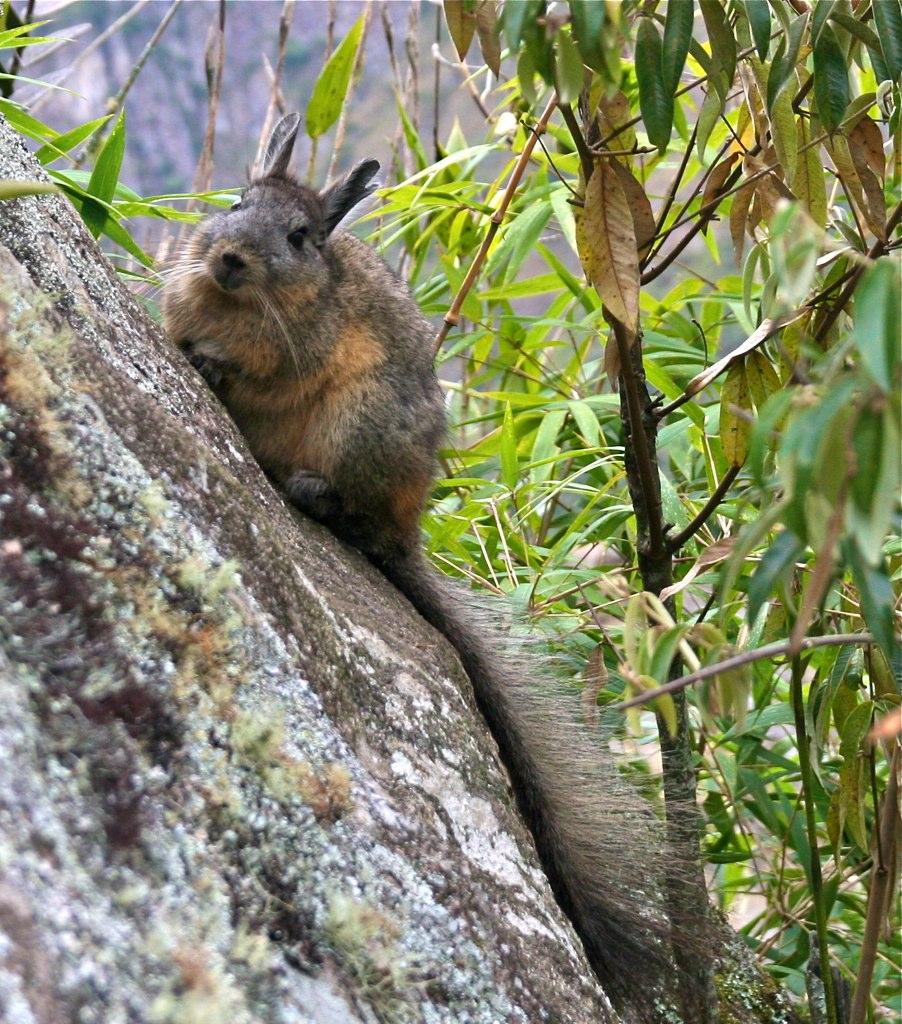
Lagidium peruanum, l'espècie geogràficament més propera a L. ahuacense

L. ahuacaense és una espècie de Lagidium de mida mitjana, amb el pelatge llanós i de color marró grisenc i una cua molt llarga. Té una ratlla negra al centre de l'esquena. Les vibrisses dels bigotis són gruixudes, llargues i majoritàriament de color marró fosc, mentre que les poques vibrisses supraciliars també són gruixudes i de color marró. Les orelles tenen la pell fosca. La part inferior és de color blanc crema. Les potes anteriors tenen el pelatge marró i són molt més curtes que les posteriors, que estan cobertes d'una barreja de pèls de color marró, crema i, en part, marró fosc. Tant les potes anteriors com les posteriors tenen quatre dits dotats de petites urpes corbes, així com tres coixinets. Les plantes de les potes són nues. La cua, d'altra banda, és peluda i té els pèls més llargs a la part de sobre que a la de sota. La part superior és de color marró grisenc a la base, marró clar-mitjà barrejat amb crema al centre i marró vermellós a la punta, mentre que la part inferior és de color marró fosc. L'únic espècimen mesurat tenia una llargada corporal de 403 mm, una cua de 400 mm, les potes posteriors de 85 mm, les orelles de 60 mm i un pes de 2,03 kg.
El crani és llarg i compacte. Els ossos premaxil·lars sobresurten una mica de les incisives superiors, mentre que els arcs zigomàtics (pòmuls) són amples. La sutura entre els ossos premaxil·lars i el frontal és més corba que en L. peruanum. El rostre és més ample i la regió interorbitària és més estreta que en L. viscacia i L. wolffsohni. Els forats incisius (unes obertures situades a la part anterior del paladar) són llargs i estrets. El paladar arriba fins a un punt proper a la tercera molar superior. Els costats de la fossa mesopterigoide (una obertura situada darrere del marge posterior del paladar) divergeixen més que en altres espècies de Lagidium. El maxil·lar inferior és robust. La fórmula dental és {\displaystyle {\tfrac {1.0.1.3}{1.0.1.3}}\times 2=20} (una incisiva, una premolar i tres molars a cada banda del maxil·lar superior i de l'inferior). Les incisives, grans i blanques, presenten solcs distintius. Les molars tenen la corona baixa i manquen d'arrel (estan en creixement constant).

## Hàbitat i història natural
L. ahuacaense només ha estat observat a Cerro El Ahuaca, un inselberg granític escarpat situat a prop de Cariamanga, a la província de Loja (sud de l'Equador), on viu a altituds d'entre 1.950 i 2.480 m, però només a prop de superfícies rocoses. La flora d'aquesta zona és dominada per l'herba Melinis minutiflora. L. ahuacaense s'alimenta de plantes i deixa traces visibles de la seva alimentació a la muntanya. El seu hàbitat de Cerro El Ahuaca cobreix una superfície d'aproximadament 120 ha i alberga una població que possiblement no passa d'unes quantes desenes d'individus. A part d'alguns afloraments petits situats a prop de Cerro El Ahuaca, no hi ha cap hàbitat proper que sigui apte per l'espècie, però pot ser que n'hi hagi altres poblacions al sud de l'Equador o les zones pròximes del nord del Perú.

## Estat de conservació
L. ahuacaense està amenaçada pels incendis provocats per mantenir els camps de conreu propers, que sovint es descontrolen i destrueixen part de l'hàbitat de L. ahuacaense a Cerro El Ahuaca. Una altra amenaça és la competència amb el pasturatge de bovins per l'aliment disponible. Tanmateix, els habitants de la zona no coneixen l'espècie i, per tant, no la cacen. Basant-se en la seva distribució poc extensa i la seva petita població, Ledesma i col·laboradors recomanaren que es classifiqués com a «espècie en perill greu» segons els criteris de la Llista Vermella de la UICN, alhora que instaven a prendre mesures de conservació immediates per protegir la població de Cerro El Ahuaca i descobrir més coses sobre la seva biologia. La UICN encara no ha avaluat el seu estat de conservació.